# Casque wz.93

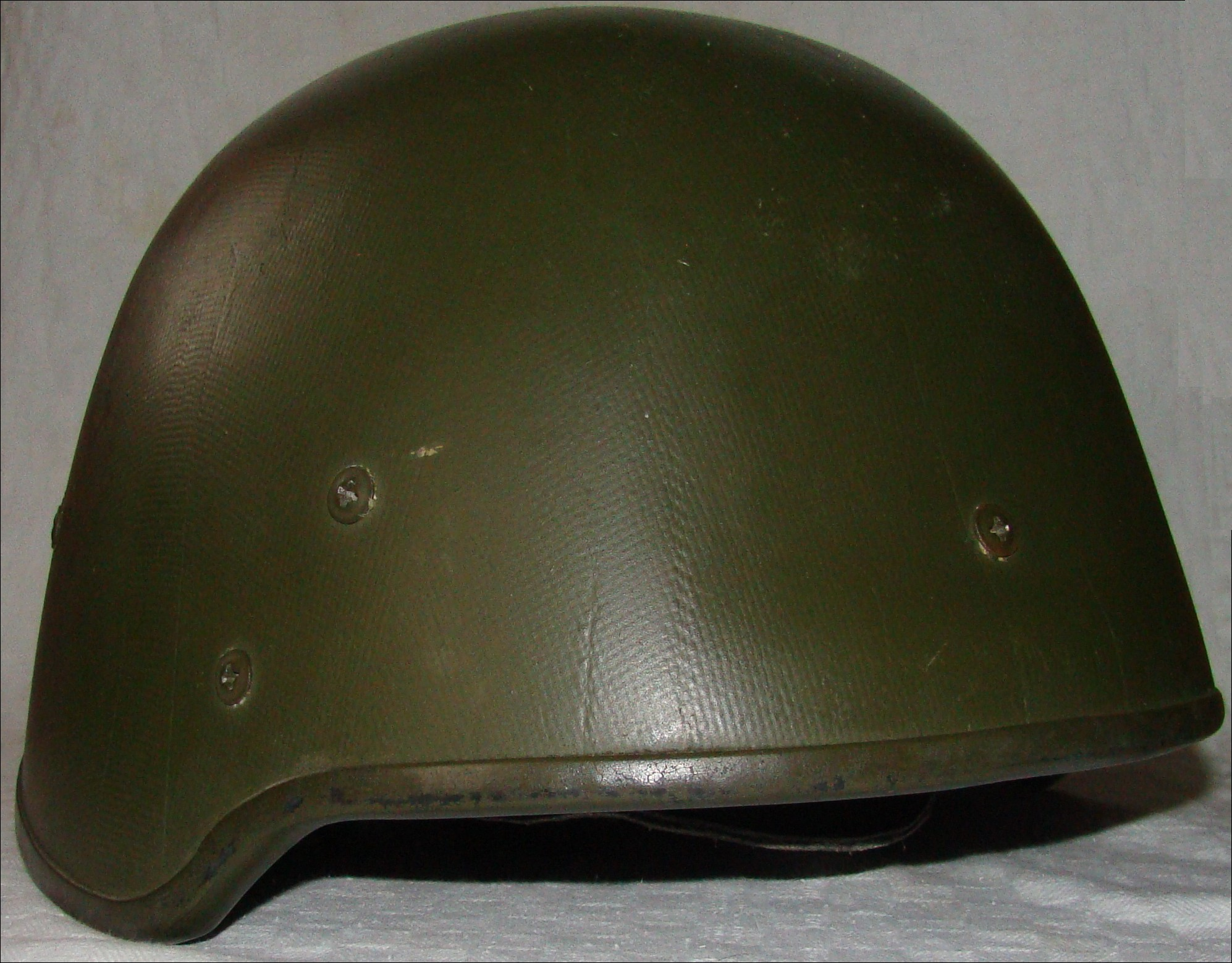
Casque wz. 93

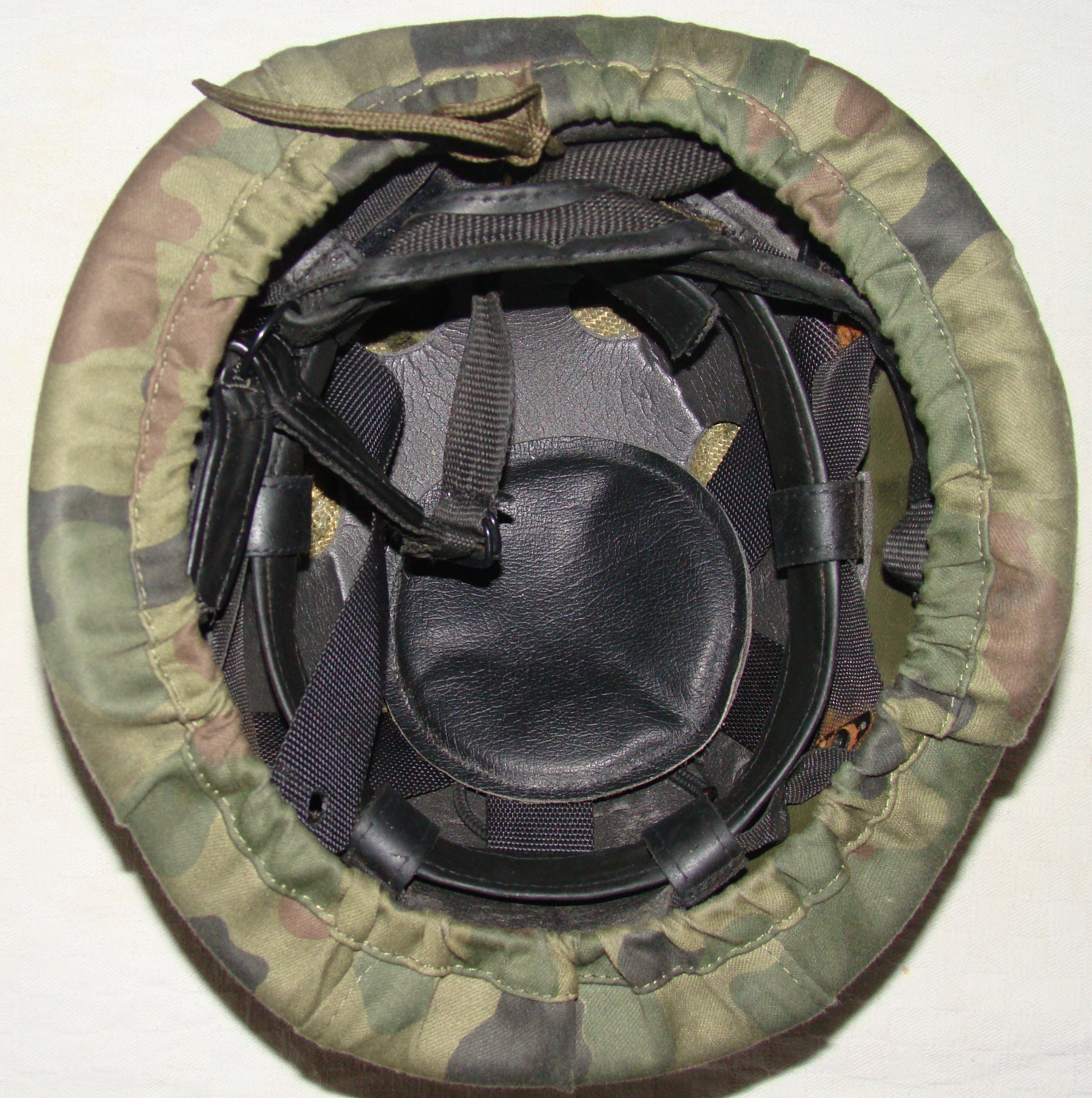
Intérieur du casque wz. 93

Le casque wz. 93  est le premier casque de combat polonais en matériaux composites.
C'est le premier casque de combat en matériaux composites fabriqué en série en Pologne (le premier est un prototype conçu et réalisé par Aleksander Dutka). Le casque wz.93 aurait dû remplacer les casques d'acier (casque wz.50 et casque wz.67). La forme de sa coque est assez originale, quant à sa coiffe, elle est réalisée en cuir artificiel de couleur noire. Le casque lui-même est peint en vert et existe en deux tailles: petite (M) et grande (D). Il est équipé d'un couvre-casque camouflage wz. 93 Pantera pour l'armée et noir pour la police. Le casque wz.93 possède les certificats de l'Institut militaire de la technologie et de l'armement et de l'Institut allemand d'études balistiques à Mellrichstadt № Nr B-940049.
Fabriqué à partir de 1994, il est progressivement retiré de service au profit de casque wz.2005.